# Именителен падеж
Именителният падеж, или номинативът (на латински: casus nominativus), е падеж, който обичайно обозначава подлога на изречението. Най-често именителен падеж се използва и за речниковата форма на дадено име.

## Разновидности на именителния падеж
Именителният падеж е присъщ за подлога в изречението, но в славянските и някои други езици съществуват още две разновидности на именителния падеж:
- Именителен предикативен, който се среща при именното сказуемо. Пример от руския език:

Он учитель.
(Той е учител.)
- Именителен на темата (именителен за представяне), който се наблюдава при изолирана синтактична единица, след която следва изречение, тематично свързано с нея:

- В руския език:

Ах, Франция! Нет в мире лучше края!
(Ах, Франция! На света няма по-хубава страна!)
- В хърватския език:

Vjera, ufanje i ljubav, to troje; najveća je ljubav.
(Вяра, надежда и любов, тези трите; но най-голяма е любовта.)
В японския език се разграничават два вида именителен падеж:
- Именителен падеж на тематичния подлог (с окончание -wa):

Watashi-wa rokuji-ni okimasu.
(Аз ставам в шест часа.)
- Именителен падеж на рематичния подлог (с окончание -ga):

Tochuu-ni norikae-ga arimasu-ka?
(Има ли прекачване по пътя?)

## Остатъци от именителния падеж в българския език
Българският език е загубил почти изцяло падежните окончания на имената, а именната му система е преминала към аналитичен строеж. Радикалните промени в областта на категорията падеж стават причина граматическите отношения да се изразяват понастоящем предимно чрез обща форма на имената (casus generalis, общ падеж) в съчетание с предлози. Тази обща форма е най-често наследник на именителния падеж, но в някои диалекти е производна и на винителния. Косвени следи от старобългарския именителен падеж се запазват в старите n-основи: камък (от камы), пламък (от пламы), а не камен и пламен.
В съвременния български книжовен език има само остатъци от категорията падеж, като най-много падежни форми са запазени при местоименията, а при съществителните, прилагателните имена, притежателните местоимения и други съществува изкуствено разграничаването по падеж при членуваните форми в м.р. ед.ч., където в именителен падеж се поставя пълният член, а във всички останали падежи се използва краткият член.

## Ползвана литература
- Стоян Стоянов, Граматика на българския книжовен език, София, 1964.
- Граматика на съвременния български книжовен език, том II — Морфология, София, 1983.
- Стефан Младенов, История на българския език, София, 1979.
- Д. Э. Розенталь, М. А. Теленкова, Словарь-справочник лингвистических терминов, Москва, 1976.
- Ив. Буюклиев, Р. Златанова, Т. Дункова, Увод в изучаването на южнославянските езици, София, 1986.
- Б. П. Лаврентьев, Самоучитель японского языка, Москва, 1982.
- Eugenija Barić, Mijo Lončarić, Dragica Malić, Slavko Pavešić, Mirko Peti, Vesna Zečević, Marija Znika, Priručna gramatika hrvatskoga književnog jezika, Загреб, 1979.